# Візантійський тип тексту

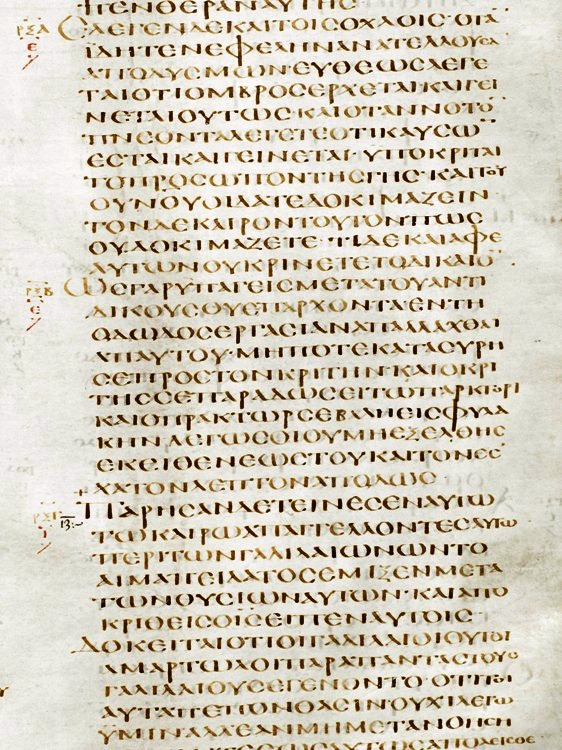
Александрійський кодекс, найстаріший грецький кодекс візантійського типу, що належить до сім'ї Π (Лука 12:54-13:4)

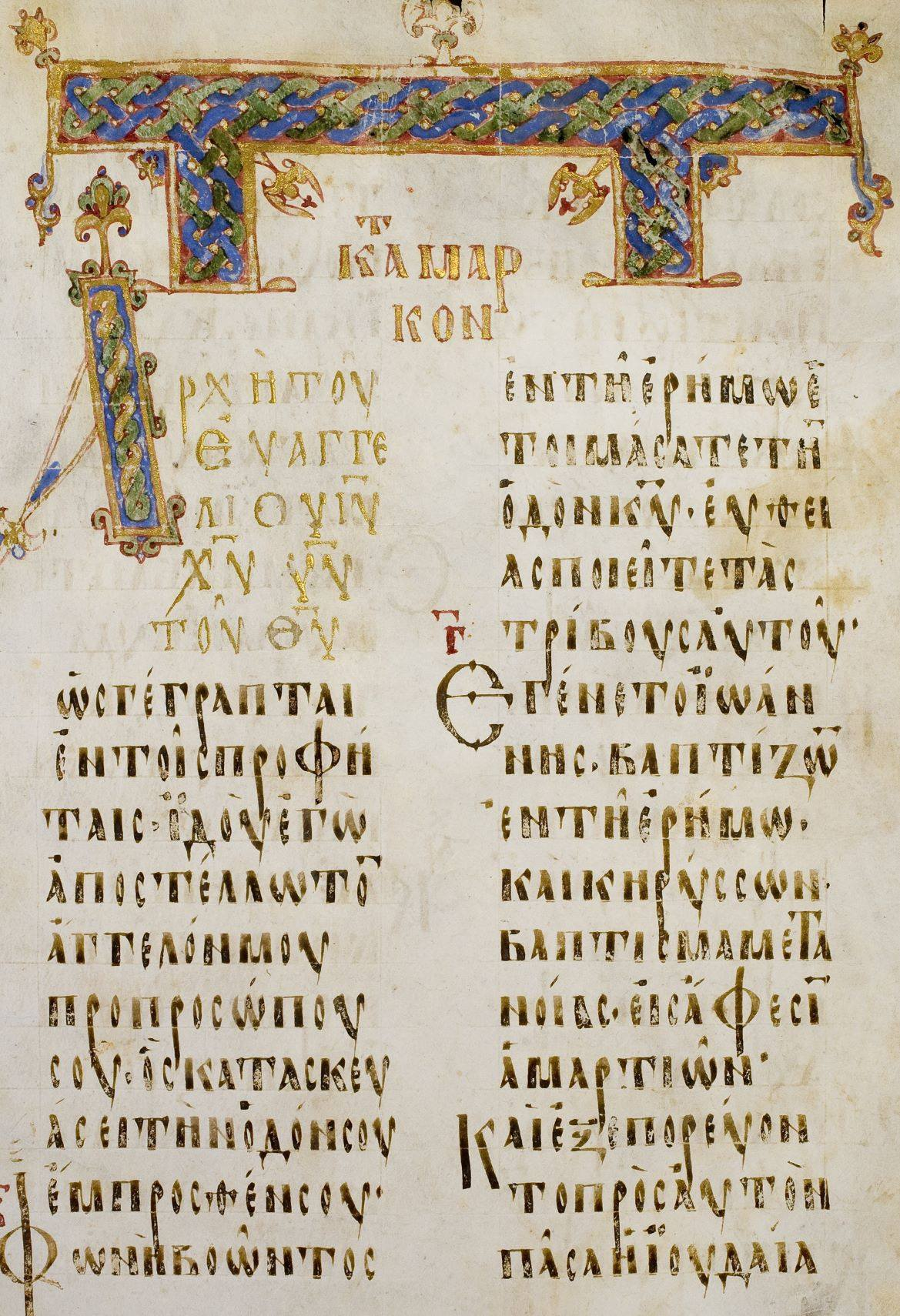
Бореліанський кодекс (Codex Boreelianus), візантійський тип тексту, сім'я E

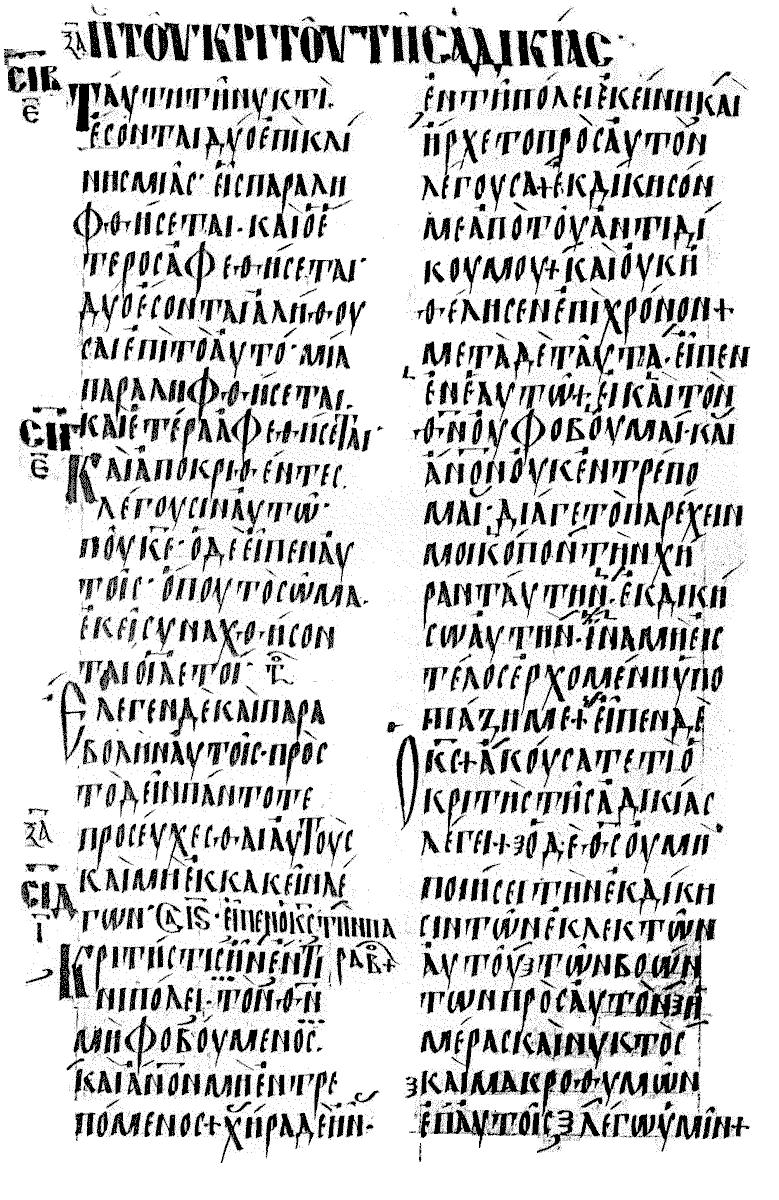
Ватиканський кодекс — Codex Vaticanus 354 S (028), унціальний кодекс з візантійським типом тексту, що належить до сім'ї К^{1}

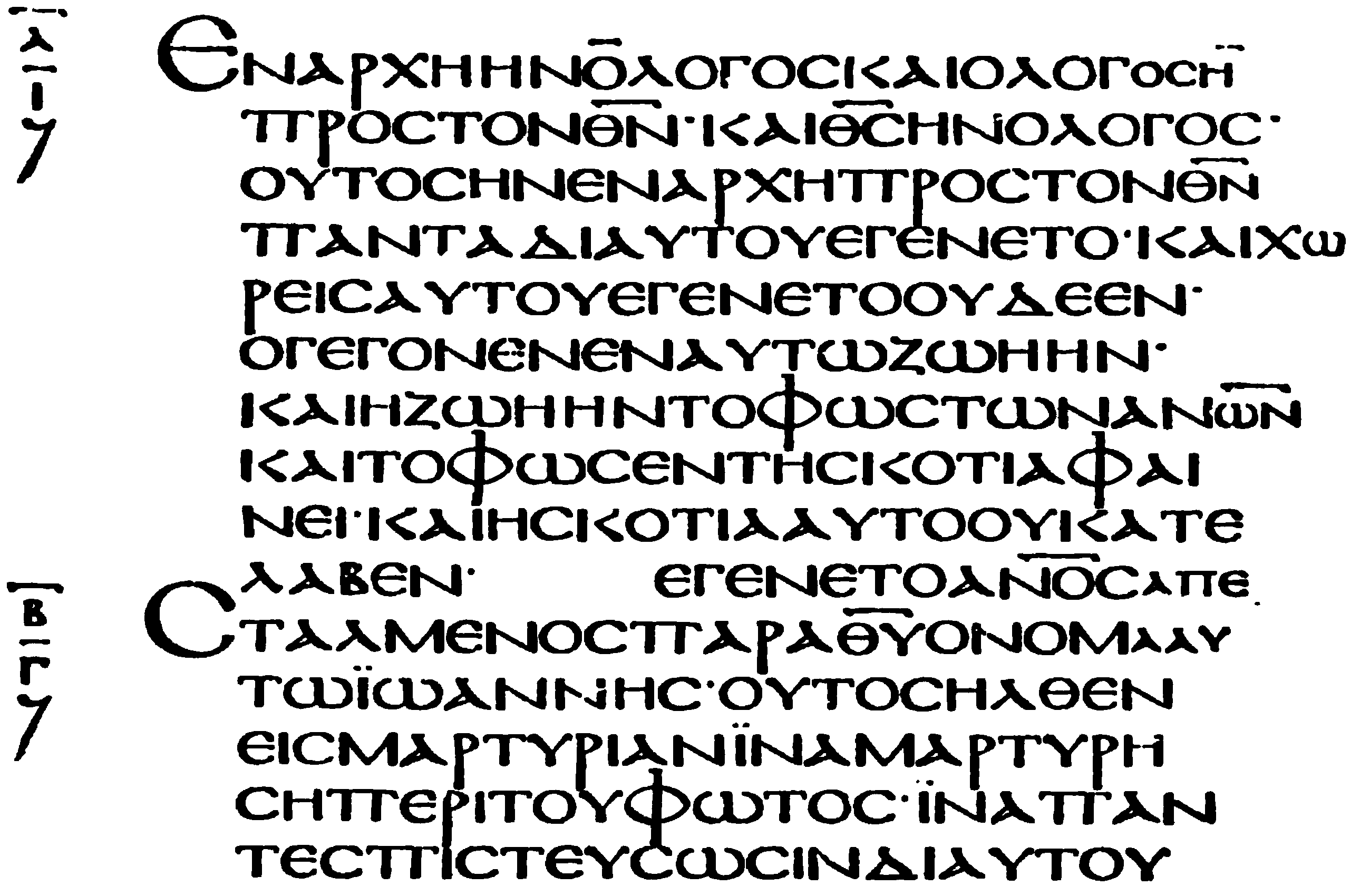
Початок Євангелія від Іоанна в Александрійському кодексі

Візантійський тип тексту (також: текст більшості, традиційний, церковний, константинопольський, антіохійський, сирійський) — один з чотирьох головних типів новозавітного тексту. Назву запроваджено Б. X. Стрітером і Ф. Г. Кеніоном. Умовне позначення:{\displaystyle {\mathfrak {M}}} або Byz.

## Свідки Візантійського типу тексту
Головні свідки цього тексту — Александрійський кодекс, Кодекс Єфрема та Вашингтонський кодекс. До цієї групи рукописів належить більшість мінускулів.
Візантійський тип тексту відображають переклади готською мова та Пешітта.
| Позначення | Назва                        | Дата    | Рукопис включає                |
| A (02)     | Александрійський кодекс      | бл. 400 | Євангеліє                      |
| C (04)     | Кодекс Єфрема                | V       | Євангеліє                      |
| W (032)    | Вашингтонський кодекс        | V       | Матв 1-28; Лк 8, 13 — 24, 53   |
| Q (026)    | Вольфенбюттельський кодекс B | V       | Лука — Іван                    |
| 061        | -                            | V       | 1 Тим 3, 15-16; 4, 1-3; 6, 2-8 |
| E (07)     | Базельський кодекс           | VIII    | Євангеліє                      |
| F (09)     | Бореліанський кодекс         | IX      | Євангеліє                      |
| G (011)    | Кодекс Вольфа A              | IX      | Євангеліє                      |
| H (013)    | Кодекс Вольфа B              | IX      | Євангеліє                      |
| L (020)    | Кодекс Ангелікус             | IX      | Діяння, Послання               |
| V (031)    | Московський кодекс II        | IX      | Євангеліє                      |
| Y (034)    | Македонський кодекс          | IX      | Євангеліє                      |
| Θ (038)    | Кодекс Коридеті              | IX      | Євангеліє (за винятком Мк)     |
| S (028)    | Ватиканський кодекс 354      | 949     | Євангеліє                      |

## Особливості візантійського тексту
Особливою рисою цього тексту є покращений стиль, граматичні форми, наближені до класичної мови. У тексті Євангелія є деякі гармонійні додатки. Англійські видавці Хорт та Весткот називали візантійський тип тексту сирійським.
Візантійський тип тексту є змішаним текстом, що утворився внаслідок виправлень редактора або групи редакторів IV століття. З часом він був привезений до Константинополя, звідки й поширився на всій Візантійській імперії. Як раніше  Грізбах, Хорт та Весткот називають представниками цього тексту кодекс А (в Євангеліях), пізні унціальні та більшість мінускульних рукописів. Textus Receptus — це пізніша форма сирійського типу тексту. Як вказують видавці, автори (редактори) цього типу тексту прагнули насамперед ясності й повноти викладу, прибираючи незрозумілі місця й по можливості підкреслюючи повчальність тексту. Пропуски рідкісні, зате інтерполяції досить часті, слововживання відрізняється повнотою. Хоча в літературному і богословському плані в цьому типі тексту важко знайти вади, та на думку дослідників, він є маловиразним за формою. Крім кодексу А (в частині Євангелій), серед представників цього типу можна назвати унціальні рукописи  E, F, G, H, S, V і Y. Хорт та Весткот демонструють, що сирійський тип тексту є пізнішим у порівнянні з іншими типами, оскільки він містить комбіновані різночитання, що утворилися з елементів ранніх форм тексту і які не цитуються жодним з донікейських Отців. При порівнянні з читаннями інших рукописів стає очевидною вторинність читань представлених сирійським типом тексту. Таким чином, цей тип тексту найменш значущий для реконструкції оригіналу. Хорт пише, що «всі читання, які є виключно сирійськими, можуть бути без вагань відкинуті, оскільки вони безперечно виникли пізніше середини третього століття й тому є „псуванням“ тексту часів апостолів».
У системі фон Зодена сирійському текстові за Хортом-Весткотом відповідає група К «Кοινή», що поділяється на 17 підгруп, з яких текст К1 вважався найдавнішим і найкращим. Цей текст, написаний  Лукіаном Антіохійським, з наступними виправленнями набув широкого поширення у Візантії.
Теорія виникнення візантійського тексту зазнавала неодноразових змін. Дж. Петцер підбиває такий підсумок: «Хорт та Весткот вважали, що згаданий тип тексту був створений Лукіаном, потім ця теорія ставилася під сумнів, і нарешті Аланд Курт знову її відродив. Аланд розглядає цей тип тексту як такий, що виник в результаті поступового й природного розвитку, який завершився нарешті рецензією Лукіана. Таким чином, постає переконливе історичне пояснення двох фактів — з одного боку, наявності читань, характерних для візантійського типу тексту, в папірусах, і, з іншого, переважання цього типу тексту в рукописах Нового Заповіту».

## Критичні видання грецького тексту Нового Заповіту, складені за текстами Візантійського типу
- «Textus Receptus» — 1516—1522
- «The Greek New Testament According to the Majority Text», второе издание, под редакцией Зэйна С. Ходжеса (Zane C. Hodges) и Артура Л. Фарстада (Arthur L. Farstad), 1985
- «The New Testament in the Original Greek: Byzantine Textform», за редакцією Моріса А. Робінсона (Maurice A. Robinson) та Вільяма Г. Пірпонта (William G. Пірпонт), 2005